# Strib Odde
Strib Odde är en udde i Danmark.  Den ligger i Middelfarts kommun i Region Syddanmark, i den centrala delen av landet, 180 km väster om Köpenhamn. Strib Odde ligger nordväst om samhället Strib på ön Fyn. På udden står ett 21 meter högt  fyrtorn.